# Log, Ruše
Log je naselje v Občini Ruše.